# Chabalala
Chabalala, pseudonimo di Gaspar Necas Fortunato (Luanda, 23 settembre 1999), è un calciatore angolano, attaccante dell'Académica Lobito.

## Carriera

### Nazionale
Debutta in Nazionale il 12 giugno 2016, all'età di 16 anni e 263 giorni, in un match di Coppa COSAFA contro il Malawi perso 3-0. Nei quattro giorni seguenti gioca e perde anche contro Lesotho (0-2) e Mauritius (0-2). Il 3 settembre 2016 scende in campo contro il Madagascar (1-1), nell'ultimo incontro valido per le qualificazioni alla Coppa delle nazioni africane 2017, con l'Angola già eliminata nel proprio girone.